# Хенфенфелд
Хенфенфелд (њем. Henfenfeld) општина је у њемачкој савезној држави Баварска. Једно је од 27 општинских средишта округа Нирнбергер Ланд. Према процјени из 2010. у општини је живјело 1.890 становника. Посједује регионалну шифру (AGS) 9574131.

## Географски и демографски подаци
Хенфенфелд се налази у савезној држави Баварска у округу Нирнбергер Ланд. Општина се налази на надморској висини од 345 метара. Површина општине износи 6,6 km². У самом мјесту је, према процјени из 2010. године, живјело 1.890 становника. Просјечна густина становништва износи 284 становника/km².

## Међународна сарадња
| Мјесто | Држава   | Врста сарадње | Од    |
| ------ | -------- | ------------- | ----- |
| Таксоњ | Мађарска | партнерство   | 1991. |
| Извор  |          |               |       |